# Vallenato

Caja, guacharaca, och dragspel är musikinstrument som används i den nordcolombianska musiken vallenato.

Vallenato är tillsammans med cumbia en populär latinamerikansk musikalisk genre med ursprung i det sydamerikanska landet Colombia. Det finns både en ursprunglig, akustisk folkmusik med detta namn och modernare varianter, spelade med elektriska och elektroniska instrument och inte sällan i fusion med andra musikgenrer. Vallenato har sitt ursprung längs den colombianska karibiska kusten, med centrum i provinsen Padilla. Vallenato betyder bokstavligen "född i dalen". Den dal som det är fråga om detta namn ligger mellan Sierra Nevada de Santa Marta och Serranía de Perijá i nordöstra Colombia. "Vallentanos" kallas även människor från staden Valledupar i Padilla, en stad vars befolkning hävdar att denna genre uppstått och vuxit fram i. Under 2006 lades vallenato och cumbia till som en kategori i Latin Grammy Awards.

## Rötter och utveckling
Musiken, som har spanska, afrikanska och indianska rötter, har i sin traditionella form oftast ett dominerande dragspel och dansen är i ursprunglig vallenato långsam och behaglig. Den går liksom den mer kända colombianska cumbian i så kallad baktakt. Det har även utvecklats en modern variant av vallenato som har spridit sig till alla regioner i Colombia och till övriga Latinamerika. I Sydamerika handlar det i synnerhet om grannländerna Venezuela, Ecuador och delvis Bolivia, i Mellanamerika om Panama, och i Nordamerika om Mexiko samt de U.S.-amerikanska delstaterna Florida, Texas och Kalifornien. I Brasilien finns flera musikstilar som påminner om vallenato och cumbia.
Vallenato indelas traditionellt i fyra subgenrer: den långsamma, rytmiska son (ej att förväxla med kubansk salsa), den snabbare paseon som idag i upp-poppad form är den mest inspelade, merengue (ej att förväxla med Dominikanska republikens nationalmusik merengue) som lägger stor tonvikt vid att berätta en historia, samt puya med mycket lång lyrik och långa instrumentala solon. Puya anses vara den äldsta av de fyra, med rötter i en dans som förekom bland indianerna i Sierra Nevada de Santa Marta. Son och paseo spelas i 2/4 takt; merengue och puya i 6/8 takt.

### Escalona
Det var ursprungligen genom Vallenato Legend Festival som vallenaton blev känd utanför Padilla och i grannlandet Venezuela. När sedan en populär telenovela, "Escalona", som är baserad på baserat vallenatokompositören Rafael Escalonas liv, sändes på TV (med vallenatostjärnan Carlos Vives som Escalona) blev vallenato vida känd som musikstil i Colombia och internationellt. Några kända traditionella vallenatoartister som gestaltas i nämnda TV-serie är Guillermo Buitrago, Alejo Duran, Enrique Díaz, Emiliano Zuleta, Luis Enrique Martínez, Abel Antonio Villa och Lorenzo Morales.
Några populära artister är Diomedes Diaz, Colacho Mendoza, Ivan Villazon, Franco Arguelles, Peter Manjarres, Sergio Luiz Rodriguez, Beto Zabaleta,  Jorge Oñate, Alfredo Gutierrez, Carlos Vives, Silvestre Dangond, Juancho De la Espriella, Peter Manjarres, Jorge Celedon, Jimmy Zambrano, Rafael Orozco, Lisandro Meza och grupper som Los Betos, Binomio de Oro de America, Juancho De la Espriella, La Provincia, Ciclon, Fonseca och Los Diablitos del Vallenato. En så kallad "romantisk subgenre" representeras från 2010 framför allt av Felipe Pelaez. Diomedes Diaz hör till de artister som spelat in låtar i mycket högt tempo, så att de påminner om karibisk musik som zouk (Martinique, Guadalope) och soca (Trinidad & Tobago) samt merengue (Dominikanska republiken).